# Jalen Suggs
Jalen Rashon Suggs (ur. 3 czerwca 2001 w Saint Paul) – amerykański koszykarz, występujący na pozycji rzucającego obrońcy, obecnie zawodnik Orlando Magic.
W 2019 został wybrany najlepszym zawodnikiem szkół średnich stanu Minnesota w futbolu amerykańskim (Minnesota Mr. Football). Rok później zdobył taki sam tytuł w koszykówce (Minnesota Mr. Basketball, Minnesota Gatorade Player of the Year, Minnesota Basketball Player of the Year, Max Preps Athlete of the Year), wystąpił też w meczach gwiazd szkół średnich – McDonald’s All-American, Jordan Brand Classic, Nike Hoop Summit.

## Osiągnięcia
Stan na 1 czerwca 2024, na podstawie, o ile nie zaznaczono inaczej.
NCAA
- Wicemistrz NCAA (2021)
- Mistrz:
  - sezonu regularnego konferencji West Coast (WCC – 2021)
  - turnieju West Coast (2021)
- Najlepszy nowo przybyły zawodnik WCC (2021)
- Most Outstanding Player (MOP=MVP) turnieju WCC (2021)
- Zaliczony do:
  - I składu:
    - WCC (2021)
    - turnieju:
      - WCC (2021)
      - NCAA Final Four (2021)[5]

    - najlepszych pierwszorocznych zawodników WCC (2021)

  - II składu:
    - All-American (2021)
    - Academic All-American (2021)
- Lider WCC w liczbie przechwytów (57 – 2021)[6]
- Zawodnik tygodnia WCC (21.12.2020)
- Najlepszy pierwszoroczny zawodnik tygodnia WCC (30.11.2020, 15.02.2021, 8.02.2021, 1.02.2021, 25.01.2021, 18.01.2021, 11.01.2021, 28.12.2020, 21.12.2020, 1.03.2021)

NBA
- Zaliczony do II składu defensywnego NBA (2024)[7]
- Uczestnik miniturnieju Clorox Rising Stars (2022)[8]

Reprezentacja
- Mistrz:
  - świata:
    - U–19 (2019)
    - U–17 (2018)

  - Ameryki U–16 (2017)